# 참두
참두는 롯데칠성음료에서 판매하는 두유다.

## 원료
두유액60%(대두고형분10% - 수입산), 정제수, 백설탕, 곡물페이스트1%(현미28%, 보리, 볶은 현미 18.8%, 통밀, 찹쌀, 발아현미 3.1%, 호박고구마), 참마농축액 0.08%(국산), 정제고올레산 해바라기유, 유화제, 정제소금, 합성착향료(볶은콩가루향, 볶은콩향), 맥아엑기스, 산도조절제

## 영양 성분
- 1회 제공량: 1팩(190ml)
- 열량 100kcal, 탄수화물 10g(3%), 당류 7g, 단백질 5g(8%), 지방 5g(10%), 포화지방 0g(0%), 트랜스지방 0g, 콜레스테롤 없음(0%), 나트륨 160mg(8%)

## 같이 보기
- 롯데칠성음료